# François Darlan
Jean Louis Xavier François Darlan (Nérac, 7 de agosto de 1881 - Argel, 24 de diciembre de 1942) fue un almirante y político francés.

## La carrera inicial de Darlan
Salido de la Escuela Naval en 1901, estaba vinculado a la centroizquierda por su padre y por sus participaciones en los gobiernos de Georges Leygues y Albert Sarraut. Los mandos y las funciones ejercidas le comportaron avances rápidos en su carrera, siendo contraalmirante en 1929 y vicealmirante en 1932. Tras la llegada al poder del Frente Popular, sus vínculos con los medios de centroizquierda le designaron como candidato al cargo de jefe del Estado Mayor General. El 6 de junio de 1939 fue nombrado Almirante de la flota, un cargo creado especialmente para él. Interesado por los cañones y los acorazados, su estrategia se fundamentó especialmente en el combate naval, despreciando la puesta en marcha de cambios en la defensa antiaérea o los medios de detección del enemigo. 
Agnóstico, Darlan se sentía vinculado a los valores del laicismo, de la pequeña propiedad, del patriotismo y de la moral. Frecuentaba prácticamente más los gabinetes ministeriales de la III República Francesa que el servicio en el mar.
En las conferencias internacionales que se celebraron durante el período de entreguerras, Darlan defendió con vehemencia el derecho de Francia a disponer de una flota potente frente a las pretensiones del Reino Unido, que deseaba que la flota francesa se redujese a un nivel comparable al de las flotas de Alemania o Italia.
A lo largo de su carrera, Darlan consiguió botar nuevas unidades navales, aprovechando para tejer una especie de red oculta de sus protegidos. Efectivamente, escogió e hizo nombrar todos los nuevos almirantes, controlando todos los ascensos en cascada que se derivan de ello. Como no perdió ocasión de hacer entender a los nuevos ascendidos, al felicitarles la parte que ha tomado en su promoción, la mayoría de almirantes y capitanes de navío así nombrados le mantenían una cierta devoción. En el seno de la propia Marina de Guerra, se les conocía como los A.D.D. («Amigos de Darlan»).

## El armisticio
En junio de 1940, tras unos momentos de duda, Darlan apoya la petición de armisticio a los alemanes tras la caída de Francia.
Previamente al armisticio, y hasta no ser designado ministro de la Armada, fue partidario de no entregar la marina francesa a la causa alemana, según se desprende de sus conversaciones con Churchill, pero su opinión cambió justo en el momento de su designación ministerial lo que llevó a la ruina de la armada francesa al ser prácticamente aniquilada por la del Reino Unido.

## El régimen de Vichy

### La acumulación de poderes
- Con la instauración del régimen de Vichy Darlan se convierte en ministro de Marina de Guerra y Mercante en el primer Gobierno de Philippe Pétain, siendo poco después vicepresidente del Consejo y ministro del Interior y de Asuntos Exteriores.
- El 10 de febrero de 1941, sucede a Pierre-Étienne Flandin como vicepresidente del Gobierno. Se convierte incluso en el sucesor designado por Pétain en el acta constitucional de 21 de febrero de 1941. Dirige el Gobierno hasta abril de 1942, cuando dimite por presiones de Adolf Hitler, que desea ver a Pierre Laval ocupar su puesto, aunque se mantiene como sucesor designado del jefe del Estado, y se convierte igualmente en comandante en jefe del Ejército francés.

### La colaboración

#### Las violaciones a la obligación de neutralidad de Francia
La nueva Marina francesa estará en la base de la política de colaboración con los alemanes llevada esencialmente a iniciativa de Darlan, convertido en vicepresidente del Consejo. Esta política viola deliberadamente la obligación de neutralidad consagrada en el armisticio, constituyendo la aplicación al ámbito militar de la política colaboracionista fijada públicamente por Philippe Pétain, el 30 de octubre de 1940, al día siguiente de la entrevista de Montoire. Esta política, que no obtiene ninguna contrapartida militar por parte de Alemania, provocará un primer conflicto militar con el Reino Unido y la Francia Libre en Siria, y la pérdida de ese territorio, y está a punto de embarcar a la flota y al Imperio francés en una guerra abierta contra el Reino Unido y los Estados Unidos junto a las potencias del Eje.

#### El acrecentamiento de la influencia de Darlan
Darlan accede al cargo de vice primer ministro en 1941, puesto que está al mando de la única formación militar que ha quedado intacta tras la lucha con los alemanes, la Marina. Sucede así a Flandin, incapaz de establecer un puente con el III Reich, que lo rechaza como interlocutor.

#### Los beneficios previstos de la victoria alemana
Darlan, a cambio de la colaboración económica y militar con la Alemania nazi, espera conseguir una suavización de las condiciones del armisticio. Para él, a largo plazo la guerra debería resultar asfixiante para el Reino Unido, que finalmente se vería obligado al abandono de la Europa continental al III Reich. Francia podría así desempeñar un papel de mediadora, viéndose llamada, siempre según él, a vivir todavía largo tiempo bajo la dominación alemana. Por todo ello, Francia no debería limitarse a un cumplimiento puntilloso de las cláusulas del armisticio, cláusulas que supondrían para Francia la pérdida de algunas posibilidades. Visto todo, para Darlan la menos mala de las soluciones era pues la colaboración con Alemania. Tanto más cuanto él mismo esperaba personalmente jugar un importante papel, a la cabeza de la Marina europea, en la futura Europa del Orden nuevo, en el que Francia sería la segunda potencia, tras la propia Alemania. 
Sin embargo, subestimaba la desconfianza de Adolf Hitler frente a todos los franceses, incluyendo a los propios colaboracionistas.

#### La colaboración activa
Sea como fuese, la voluntad del Alto Mando alemán de utilizar la colaboración de Francia se precipita por el golpe de Estado antibritánico de Rashid Alí en Irak, el 3 de abril de 1941. En ese momento, mientras el Reino Unido sufre su mayor derrota en el teatro de operaciones del Mediterráneo con la evacuación de la isla de Creta, un gigantesco portaaviones natural anclado en su centro, tras la batalla de Creta, Darlan cree llegado el momento de aprovechar para obtener beneficios con la colaboración.
Darlan cuenta con poder obtener la reducción de las cargas resultantes de las cláusulas del armisticio, a cambio de la entrega al III Reich de una base aérea en Siria o Líbano, así como de armamento a los iraquíes opuestos a los británicos. Para ello, se apresura a visitar a Adolf Hitler en Berchtesgaden a principios del mes de mayo de 1941, tras lo cual, el 14 de mayo, se queja ante el Consejo de Ministros en petición de una ampliación de la colaboración. 
El 28 de mayo se firman los Protocolos de París por Darlan y por Otto Abetz. Anticipándose a esos acuerdos, y con la aprobación de Philippe Pétain, que da directamente la orden al general Henri Dentz, una base debe ser entregada a la Luftwaffe en Siria, concretamente en Alepo, a la vez que vehículos, artillería y municiones deben ser entregados a los alemanes en África del Norte y a los iraquíes enfrentados a los británicos, en este caso entregándose en Siria. A cambio de la firma de estos acuerdos, Darlan obtiene el permiso alemán para enviar al África francesa un refuerzo de 10 000 hombres, además de la liberación de 961 oficiales, entre ellos el general Alphonse Juin, expresamente designado. Otros protocolos firmados en París preveían igualmente la entrega de bases navales a los alemanes en Bizerta y Dakar, pero su aplicación se vio bloqueada por la intervención de los Aliados en el norte de África.

#### La ausencia persistente de contrapartidas alemanas
Aunque profundamente afectado por la pérdida del Levante y por el fracaso de los protocolos de París, Darlan se rehace, íntimamente convencido de lo justo de su política. Le es necesario mantenerse vinculado a la Alemania nazi para no perder África, tanto como para no perder sus carteras ministeriales en el Gobierno de la Francia de Vichy. Darlan refuerza su poder, asumiendo el Ministerio de Defensa Nacional, con lo que puede de esta manera determinar el empleo de las Fuerzas Armadas y su organización general, así como las condiciones de su utilización. Las relaciones entre la Marina y el Ejército de Tierra son poco cordiales, ya que a los militares no les agrada verse mandados por un marino. Por todo ello, Darlan entra en conflicto abierto con Maxime Weygand y con Charles Huntziger. El azar favorece a Darlan con el fallecimiento en accidente aéreo del general Huntziger. En cuanto a Weygand, las maniobras del almirante ante los alemanes conducen a que sea llamado al orden como consecuencia de un ultimátum alemán.

#### La reacción de Goering
Alphonse Juin, liberado en aplicación de los protocolos de los acuerdos de París, es rápidamente nombrado jefe superior del Ejército en África del Norte. Pero las manifestaciones de buena voluntad de Vichy para integrarse en la Nueva Europa y combatir el bolchevismo ya no serán suficientes. 
Y ello hasta que, el 1 de diciembre de 1941, las dificultades de Erwin Rommel en África relancen las negociaciones, con lo que tiene lugar un encuentro en Saint Florentin entre Darlan, Philippe Pétain y Hermann Goering. Pétain entrega en dicha reunión al mariscal del III Reich un memorándum en siete puntos recuperando el antiguo contencioso para obtener una sincera colaboración política basándose en el reconocimiento de la soberanía francesa en la totalidad del territorio, del final del Ostland, de la desaparición de la línea de demarcación entre territorios ocupados y no ocupados, de la reducción de las cargas económicas sobre Francia y de la liberación de prisioneros de guerra franceses. Dicho memorándum provoca la cólera de Goering.

#### La colaboración activa en el norte de África
Con resultados negativos respecto de las concesiones políticas, la concertación desemboca en conversaciones militares respecto de la defensa del Imperio francés. No excluyéndose ya el repliegue del Afrika Korps del mariscal Erwin Rommel hacia Túnez, se entablan negociaciones con el general Juin el 20 de diciembre en Berlín, para una eventual participación francesa en la guerra en el norte de África. En el caso de que Rommel fuese rechazado hacia Túnez, las tropas francesas deberían haber intervenido para combatir junto a los alemanes contra las tropas británicas. Es lo que sucedió el 8 de noviembre de 1942, cuando los generales de Vichy recibieron a cañonazos a los aliados en Marruecos cuando desembarcaron allí (operación Torch), mientras que entregaron Túnez sin resistencia a los germano-italianos del Eje.
En suma, se trataba para Francia, como cuando la negociación de los protocolos de París, de un acuerdo de cobeligerancia junto a los alemanes, mientras que las contrapartidas políticas solicitadas al III Reich eran rechazadas. Darlan negocia entonces pseudo-compensaciones únicamente de tipo militar, pero que, al sobrepasar ampliamente el marco del segundo protocolo de París, hacían inevitable una guerra con los Estados Unidos y el Reino Unido. 
La desconfianza de Adolf Hitler respecto de Francia excluía toda posibilidad de una Francia aliada con el III Reich, y de nuevo las propuestas de Darlan se convertirán, una vez más, en letra muerta.

#### La no aplicación parcial de los Protocolos de París sobre Bizerta y Dakar
Los desacuerdos con los italianos para el caso de una entrada en guerra de Francia junto al Eje, la exigencia de una expresa declaración de guerra de Francia a los Estados Unidos y al Reino Unido, mientras que Alemania no se planteaba ninguna paz formal con la Francia de Vichy, ni contaba tampoco con hacer ninguna concesión seria, constituían un conjunto insuperable de obstáculos. La Alemania nazi no quería ningún problema con su aliado italiano. Y, sin embargo, Otto Abetz transmutó el pensamiento de Adolf Hitler al declarar que este estaba dispuesto a aceptar una cobeligerancia de Francia. Las propuestas de Abetz son retransmitidas a Philippe Pétain y a Darlan, pero parece que el primero, informado de la situación de los alemanes ante Moscú por el Deuxième Bureau, se mostraba reticente.
Al final es Hitler quien rechaza indirectamente el 15 de marzo, al criticar las condiciones del proceso de Riom, en que los inculpados son acusados por haber perdido la guerra en 1940, mejor que por haber contribuido a su desencadenamiento. 
En este principio de 1942, Hitler ya no cree tener necesidad de los franceses. La situación del Eje en el Mediterráneo acaba de restablecerse espectacularmente: la Royal Navy británica atraviesa un período negro, el HMS Ark Royal y el HMS Barham han sido hundidos. La flota británica en el Mediterráneo se encuentra privada de buques de línea y de portaaviones. Al mismo tiempo, el regreso de la Luftwaffe al Mediterráneo tiene como consecuencia la neutralización de las capacidades ofensivas de la isla de Malta, y parece haberse recuperado la seguridad para los navíos del Eje en ruta para abastecer al Afrika Korps. Por último, desde el 21 de enero de 1942, Rommel parece estar en condiciones de reemprender la ofensiva hacia Egipto.

#### El fracaso de la política de colaboración de Darlan
A fines de febrero de 1942, la política de Darlán es un completo fracaso. Los alemanes han interrumpido los contactos, y ya no los reemprenderán. La situación de la Marina no deja de complicarse. Los almacenes en Tolón solo disponen de dos tercios del combustible, mientras que los almacenados en Marruecos están ya agotados en febrero de 1942. La flota francesa, caso de reemprender las hostilidades, se encontraría pues en la misma situación que la italiana, es decir, en plena dependencia de Alemania para obtención de carburante y para su cobertura aérea de protección. 
En el plano psicológico, la Marina es ciertamente partidaria de Pétain y de su Revolución Nacional, tanto como de la necesidad del armisticio, pero no parece dispuesta, sin embargo, a embarcarse en la guerra junto a los alemanes, y ello porque la Marina no puede ser disociada de los sentimientos de la nación. En tanto que la comunidad nacional se vea amputada de su territorio y de parte de sus miembros mantenidos en Alemania como prisioneros de guerra, parecía improbable que la Marina pudiera ser empleada eficazmente en la guerra junto a la potencia causante de esos mismos problemas. 
Por lo demás Darlan, por medio de sus peticiones de concesiones, irrita a los alemanes, que exigen el regreso al poder de Pierre Laval. Darlan no es sin embargo mejor visto por los británicos, que le reprochan los acuerdos de París y la entrega de material a los iraquíes, los alemanes y los italianos. Está expuesto a la hostilidad de una parte del Ejército y del propio entorno de Philippe Pétain. Además no es apreciado por la población, que le reprocha el agravamiento de sus condiciones de vida. Estando así las cosas, el 18 de abril de 1942 Pétain destituye a Darlan.

## El último cambio de campo

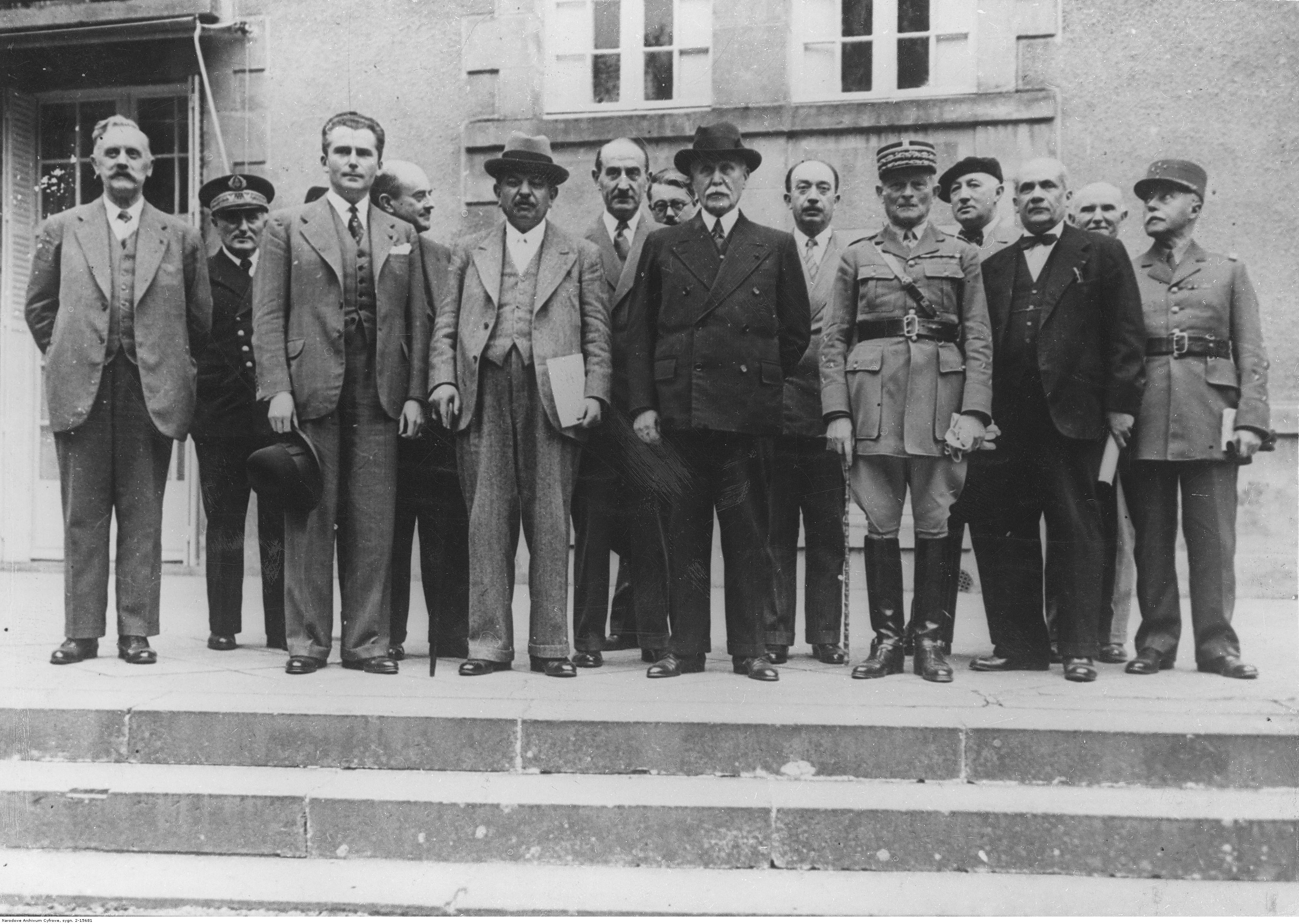
Segundo gabinete de Philippe Pétain, 1940.

Si en teoría en vísperas del desembarco aliado en África del Norte Francia ha quedado bajo la autoridad de Pierre Laval, Darlan había negociado su partida, y conservaba su papel como comandante en jefe de las fuerzas militares de la Francia de Vichy. No solo se encargaba de la organización y el empleo de las fuerzas armadas, sino que además también de los ascensos. Darlan se esforzaba en reducir el papeleo y en rejuvenecer los cuadros militares reduciendo los límites de edad. Limita los desfiles y desea reducir el número de Estados Mayores, intentando generar un espíritu interarmas. Concede gran importancia a la preparación de operaciones militares. Pero no por todo ello es menos un subordinado de Laval.

### La tentación de un nuevo giro
Darlan no puede pues evitar librarse a especulaciones sobre el porvenir en un tiempo en que Francia se arriesga a volver a encontrarse metida en la guerra. Así, desde fines de 1941 Darlan habría multiplicado, según su entorno, una serie de gestos mal vistos por los alemanes. Así, por ejemplo, a principios de 1942, permite a su hijo Alain y al almirante Fénard iniciar oficiosamente contactos con el estadounidense Robert Murphy, cónsul en Argel. Uno y otro se habrían esforzado en convencer a Franklin Delano Roosevelt, el presidente de los Estados Unidos, por medio del cónsul americano en Argel, de que Darlan, a pesar de su comportamiento, creía en la victoria de los aliados. Alain Darlan sostenía que la Francia de Vichy no habría hecho sino concesiones menores. Pero el resultado más claro de la política ambigua entonces atribuida al almirante era el de provocar el general escepticismo. 
De hecho Darlan, si bien no excluía una victoria aliada, tampoco excluía una victoria alemana. Durante el verano de 1942, con Malta completamente aislada, Rommel continúa su avance hacia Egipto. En el frente del Este, por un momento se ha podido llegar a pensar en el hundimiento de la Unión Soviética. Darlan habría pues pensado que Francia no podía quedarse indefinidamente al margen del conflicto, pero seguía sin saber a qué bando acercarse. No cree posible un desembarco aliado en Holanda, lo único que podría conseguir sin destrucciones en Francia la retirada de las tropas alemanas en el país. Y no ignora que el norte de África es la plataforma ideal para que los Aliados reemprendan el combate en Europa. 
Otra elección podía pues plantearse, y si bien Darlan sigue comprometido con la colaboración, no deja de tener presente que Francia, con su posición y su flota, podía inclinar la balanza en favor de los anglosajones, mientras que los alemanes seguían sordos a sus proposiciones. En suma, las elecciones hechas por Darlan habrían sido inspiradas más por su despecho y su oportunismo que por sus propias convicciones. Así, durante una reunión en Dakar, habría declarado: «Próximamente, estaremos en guerra junto a nuestros aliados naturales, los anglosajones. Mientras tanto, paciencia y silencio. Tragaré todos los sapos que haga falta.»
Simultáneamente, Darlan habría preparado una remodelación de los mandos navales para principios de 1943, en la que, por ejemplo, Harcourt habría sucedido al almirante Michelier en Marruecos. 
Un viaje de Philippe Pétain al norte de África estaba previsto para el 4 de noviembre, y se habría encontrado con el rechazo de Berlín. Fuese como fuese, la noche del 4 de noviembre Darlan recibe una llamada telefónica de Fénard desde Argel: Alain Darlan, afectado por una poliomielitis se encontraba hospitalizado en Argel desde el 15 de octubre. Estaba internado en el Hospital Maillot, conectado a un pulmón de acero, y su estado era desesperado. Darlan abandona a toda prisa Vichy para dirigirse a Argel. Escoltado por su adjunto y por su director de Gabinete, se lleva sus códigos de comunicación con Auphan (aunque dejando los relativos a otros almirantes, como Laborde), tal como hace en todos sus desplazamientos, incluso personales, ya desde su época de ministro.

### El mazazo del desembarco aliado en el norte de África
En la noche del 7 al 8, mientras que en Argel tiene lugar un golpe de Estado para apoyar el desembarco aliado, y el XIX Cuerpo de Ejército, neutralizado durante 15 horas por los resistentes civiles, no logra controlar la insurrección. 
Darlan es detenido junto a Alphonse Juin por alumnos de terminal al mando de un joven aspirante de reserva, viéndose así doblemente sorprendido. Mal informado por sus servicios de inteligencia, no creía que los americanos dispusiesen de los medios navales suficientes para intervenir en el teatro europeo al menos antes de un año. 
Se las arregla entonces para dirigir al Almirantazgo de Argel, no controlado por los resistentes, dos mensajes, de los que uno de ellos, manuscrito por él mismo (y conservado) da la orden de resistirse a los Aliados. No obstante, tras ser liberado junto con Juin por la mañana, envía a las 8 de la mañana un telegrama a Vichy pidiendo la intervención de la Luftwaffe alemana contra los navíos aliados.

### El último giro de Darlan
Por una ironía de la Historia, debido a la evicción del general Henri Giraud, que ha rechazado abandonar Gibraltar, Darlan, tras haber capitulado y haberse rendido a los Aliados, se va a ver de nuevo propulsado a primera fila del escenario. Para los americanos, sea el cónsul Murphy, el general Mark Wayne Clark o el general Charles Ryder, se convierte en el único interlocutor en los días siguientes al desembarco, como depositario de la autoridad del mariscal Pétain, para poner fin a los combates durante una situación delicada para los Aliados en Orán y en Marruecos. 
Ya que, si bien el almirante, cogido en la trampa, ha aceptado desde el día 8 un alto el fuego para la región de Argel, durante los dos días siguientes, a pesar de las presiones y las amenazas de Clark, no se decide a ordenar la suspensión de los combates en Marruecos y en el conjunto de Argelia. No se decidirá sino bajo amenazas, los días 10 y 11 de noviembre, a poner fin a los combates. El coste humano del rechazo al alto el fuego es de 1346 muertos franceses y 479 aliados, así como de 1997 heridos franceses y 720 aliados en tres días, sin hablar de las fuertes pérdidas materiales en barcos hundidos o aviones derribados. 
Entretanto, Giraud, llegado a Argel tras los combates, anuncia su fidelidad a Darlan, con lo que éste se proclama el 13 de noviembre Alto Comisario en África, en nombre del mariscal impedido, y por fin hace retornar al norte de África a la lucha contra el Eje. 
Darlan cede así a la presión casi física de los americanos, pero también a presiones materiales evidentes: la resistencia de las tropas de Vichy es doblegada, debido a la limitación de sus medios, y la intervención alemana en la zona libre metropolitana es inevitable para intentar echar mano a la flota francesa anclada en la base naval de Tolón. Darlan retoma pues la lucha contra el Eje. Así, tomando finalmente el partido de los Aliados, el Ejército de África está en disposición de desempeñar un papel nada despreciable en la derrota del Eje en África. De propina, al afirmar seguir bajo la autoridad de Philippe Pétain, Darlan obtiene igualmente en su apuesta el apoyo del África Occidental Francesa. También es cierto que su gobernador general, Pierre Boisson, no tenía otra elección, ya que el paso del norte de África al campo aliado cortaba sus comunicaciones con Vichy.

## La eliminación de Darlan
El cambio de Darlan supone un alivio para los jefes militares leales a Vichy, conscientes de estar abocados a la derrota en el caso de la prolongación de la resistencia a los Aliados. Para éstos, si bien el acuerdo con Darlan es mal visto por las opiniones públicas, y visto bajo sospecha por los propios generales aliados, es cierto que les permite no solo ganar tiempo sino también ahorrar vidas. 
Queda todavía el problema de la flota de Tolón. Los Aliados esperaban la incorporación de Darlan ante todo para lograr su neutralización. Presionan a Darlan para que ordene aparejar la flota, mientras que Darlan no desea hacerla partir más que en caso de invasión por los alemanes de la Francia no ocupada. Es al menos lo que afirma en varias ocasiones el día 10 de noviembre. Solo el 11 de noviembre se decide pues Darlan, bajo presión de los Aliados, a dirigir un mensaje al almirante Jean de Laborde. Invocando la ruptura del armisticio y la ausencia de libertad de Pétain, invita al comandante en jefe a dirigirse con sus buques hacia el África Occidental Francesa y no hacia el África del Norte. Al día siguiente, Darlan renueva su llamamiento en los mismos términos, aunque en ninguno de los casos encuentre eco su solicitud. Laborde, al ver cercanos a los alemanes y en vista del descontento de las tripulaciones, decidió barrenar los buques, casi un centenar, el 27 de noviembre de 1942.
Hay que añadir que el mantenimiento de Darlan en su cargo, a pesar de que sus actividades como colaboracionista eran notorias, va acompañado del mantenimiento en vigor de las leyes y medidas más duras del Régimen de Vichy, así como de los detenidos políticos en los terribles campos del interior.
Ciertamente, el cambio de campo de Darlan, aunque a su pesar y por la fuerza, en noviembre de 1942 no dejó de facilitar la reentrada en la guerra de las tropas francesas del norte de África al lado de los Aliados, lo que le vale la consideración de Roosevelt.
Sin embargo, su presencia impide la unificación de las fuerzas francesas en la guerra para la liberación de Francia.
En estas condiciones, el 24 de diciembre de 1942, Darlan es asesinado por el joven patriota Fernand Bonnier de La Chapelle.
Darlan fue inhumado en el cementerio militar de Mers-el-Kébir, cerca de Orán en Argelia. En 2006, su tumba, numerosas tumbas de marinos franceses y el osario del cementerio militar, fueron profanadas por desconocidos. 
La instrucción del proceso a Bonnier se cierra en menos de una hora por el capitán comisario del Gobierno Militar, la mañana del 25 de diciembre, y Bonnier comparece la misma tarde ante un tribunal militar vichysista de Argel, siendo condenado a muerte. En plena noche se presenta un recurso de petición de gracia a Noguès, decano del Consejo Imperial, alto comisario autodesignado precisamente en virtud de una instrucción secreta (y por ello ilegal) de Darlan, el cual la rechaza. Giraud, en su calidad de jefe de la Justicia Militar, rechaza diferir la ejecución y hace fusilar a Bonnier al día siguiente por la mañana, a las 7:30 horas.
Bonnier de la Chapelle será ejecutado en Hussein-Dey en el lugar llamado «de los fusilados». Antes de morir, Bonnier de la Chapelle se habría girado hacia Albert Antoine, el policía que se hallaba cerca de él, se quitó su abrigo y le dijo «déselo a un pobre».